# Cecilia Underwood
Cecilia Underwood, 1.ª duquesa de Inverness (nacida Lady Cecilia Letitia Gore; c. 1785 – 1 de agosto de 1873), fue la segunda esposa del príncipe Augusto Federico, duque de Sussex, sexto hijo del rey Jorge III. Dado que su matrimonio iba en contravención del Acta de Matrimonios Reales de 1772, no tuvo derecho al título y tratamiento de duquesa de Sussex o princesa. Fue creada duquesa de Inverness, por derecho propio, por la reina Victoria, el 10 de abril de 1840.

## Primeros años
La fecha exacta del nacimiento de Cecilia es desconocida, aunque fue alrededor de 1785. Su padre era Arthur Gore, 2.º conde de Arran, su madre Elizabeth, nacida Underwood. Fue titulada Lady Cecilia Gore desde su nacimiento, título de cortesía de la hija de un conde.

## Matrimonios
Lady Cecilia se casó con Sir George Buggin, en mayo de 1815. El matrimonio no tuvo hijos y Sir George murió el 12 de abril de 1825.
Después se casaría en segundas nupcias con el príncipe Augusto Federico, duque de Sussex, hijo del rey Jorge III, en Great Cumberland Place, Londres, el 2 de mayo de 1831. El duque de Sussex se había casado con Lady Augusta Murray en 1793, pero el matrimonio fue anulado en 1794, ya que iba en contra del Acta de Matrimonios Reales de 1772, que requería que todos los miembros de la Familia Real Británica solicitasen permiso al soberano para contraer matrimonio, por lo que fue legalmente nulo. Para su segunda boda, su primera esposa ya había fallecido.

## Duquesa de Inverness
Como el matrimonio no era considerado legal en el Reino Unido, Lady Cecilia no pudo tomar el título y tratamiento de Su Alteza Real la Duquesa de Sussex. En su lugar asumió el nombre "Underwood", nombre de soltera de su madre, por Licencia Real y fue conocida como Lady Cecilia Underwood. La pareja residió en los apartamentos del duque en el Palacio de Kensington.
Sin embargo, Lady Cecilia no fue aceptada como miembro de la Familia Real. El estricto protocolo real restringía la presencia de Lady Cecilia en cualquiera de las funciones en que asistiesen otros miembros de la Familia Real, ya que no podía tomar asiento junto a su esposo, debido a su rango inferior. Para compensar esto, la reina Victoria la creó Duquesa de Inverness en 1840, por derecho propio, con un residuo para sus herederos varones nacidos legalmente. El título provenía del título subsidiario de su esposo, conde de Inverness.
El duque de Sussex murió en el Palacio de Kensington y fue enterrado en el Cementerio de Kensal Green. La duquesa de Inverness siguió residiendo en el Palacio de Kensington hasta su muerte en agosto de 1873. Fue enterrada junto a su segundo esposo.

## Títulos y estilos
- 1785–Mayo de 1815: Lady Cecilia Gore.

- Mayo de 1815–c. 1831: Lady Cecilia Buggin.

- c. 1831–10 de abril de 1840: Lady Cecilia Underwood.

- 10 de abril de 1840–1 de agosto de 1873: Su Gracia la Duquesa de Inverness.

- Datos: Q457644